# فأر أباز
الفأر الأباز أو زَبُّود (الاسم العلمي: Zapus)، جنس حيوانات لبونة من القوارض وفصيلة اليربوعيات. أعطانه أمريكا الشمالية، هو الجنس الوحيد من فُصيلة الفأريات الأبازة الذي يمتلك أعضاءه تركيبة الأسنان {\displaystyle {\tfrac {1.0.1.3}{1.0.0.3}}}.